# Charles Ier de Birkenfeld
Charles Ier de Birkenfeld, comte palatin de Birkenfeld de 1569 à 1600, né le 4 septembre 1560, mort le 16 décembre 1600, 

## Biographie
Né le 4 septembre 1560 à Neuburg, Charles est le cinquième fils de Wolfgang de Bavière, duc de Deux-Ponts, et d'Anne de Hesse, comtesse palatine du Rhin et fille du landgrave Philippe Ier de Hesse. 
Il passa sa jeunesse à Heidelberg et en Saxe. Passionné par l'Histoire, l'économie politique et les sciences, tout en étant fervent protestant, il fut nommé recteur de l'Université de Heidelberg en 1579. En 1584, il devint Seigneur de Birkenfeld et Comte de Sponheim. C'est à Birkenfeld qu'il choisit de s'installer. Il ordonna la reconstruction du château de cette ville. 
C'est également à Birkenfeld qu'en 1586, il s'unit par le mariage avec la duchesse Dorothée de Brunswick-Lunebourg. De cette union naquirent quatre enfants dont le prince héritier: Christian Ier de Birkenfeld-Bischweiler. 
Décédé le 16 décembre 1600 en son château de Birkenfeld, sa dépouille est déposée dans la chapelle sépulcrale de l'église protestante de Meisenheim.

## Mariage et descendance
Il a épousé en 1586 Dorothée de Brunswick-Lunebourg, fille de Guillaume de Brunswick-Lunebourg et de Dorothée de Danemark (fille de Christian III). Ils ont eu quatre enfants:
- Georges-Guillaume de Birkenfeld (1591-1669), Comte Palatin du Rhin et duc de Deux-Ponts-Birkenfeld
- Sophie (1593-1676), mariée à Charles VII de Hohenlohe-Neuenstein (1582-1641)
- Frédéric (1594-1626), Chanoine à Strasbourg
- Christian Ier de Birkenfeld-Bischweiler (1598-1654), Comte Palatin du Rhin et du Duc de Birkenfeld-Bischweiler

## Sources
1. ↑  « Person Page », sur www.thepeerage.com (consulté le 29 septembre 2022)
2. ↑  Antoine Fritsch, Bischwiller, Histoire d'une petite ville industrielle du Bas-Rhin, Bischwiller, Edité par l'auteur, 1972, 151 p., p. 50